# Börte
Börte Ujin (1161 – 1230) è stata un'imperatrice mongola, fu la prima e principale moglie di Gengis Khan e una dei suoi principali consiglieri.

## Storia
Proveniente dalla tribù degli Ongirrat, era figlia di Tchotan e Seichen Dei, il capo della Tribù. Gli Ongirrat erano alleati della Tribù di Temüjin e fu deciso, quando Börte raggiunse i 17 anni, che si sposasse con Temüjin (poi Gengis Khan) che era a sua volta il figlio del capo della sua tribù. Börte conobbe infatti Temüjin quando ebbero nove anni.
Anni dopo, Temüjin, dopo che fu cacciato insieme alla madre e ai suoi fratelli dalla propria tribù, visse insieme a loro in povertà e sfuggì ai Tai-giuti, riuscì a riunirsi a Börte, sposarla e portarla nella sua tribù. Vari anni dopo, però, la stessa Börte fu rapita e deportata presso la tribù dei Merkit e donata come bottino di guerra a Cilger Boke, fratello del loro condottiero. Ciò costrinse Temüjin a unirsi con gli eserciti dei Khan dei Keraiti Wang Khan, alias Toghril, e di Djamuka, dei Jadirat. I tre sconfissero quindi i Merkiti, e Temüjin mise in salvo Börte dai suoi rapitori.
Mentre era stata tenuta in cattività (durata meno di un anno), era incinta di uno dei Merkiti, e poco dopo essere stata salvata da Temujin avrebbe dato alla luce il suo primogenito Djuci intorno all'anno 1179. La reale paternità del figlio fu completamente circondata dall'alone del mistero, ma Gengis Khan lo reputò ed onorò sempre come suo legittimo figlio e successore.
Anche se molti dei figli di Gengis Khan avuti da altre mogli o concubine ricevettero una qualche forma di riconoscimento nell'impero, compresi i terreni o comandi militari, tra cui le truppe, solo i figli di Borte sono stati riconosciuti come potenziali Gran Khan. Lei, insieme a sua madre Hoelun, è stata considerata come una delle sue più fidate consigliere.
Quando nel 1206 Temüjin divenne Gran Khan, Börte fu incoronata come grande imperatrice, o Khatun. Divenne il personaggio più importante della corte. Come Gengis Khan, Borte continuò ad espandere la sua influenza sull'impero. Durante le assenze del marito assistitette Temüge, uno dei fratelli di Genghis Khan, nel governo dell'impero.
Borte è spesso raffigurata come una donna vestita di un abito di seta bianca, con monete d'oro nei capelli, in possesso di un agnello bianco, e su un cavallo bianco. 
Alcuni fatti storici sono noti sulla sua vita, ma i mongoli conservano molte leggende su di lei.

## Discendenze
Börte ebbe 4 figli: 

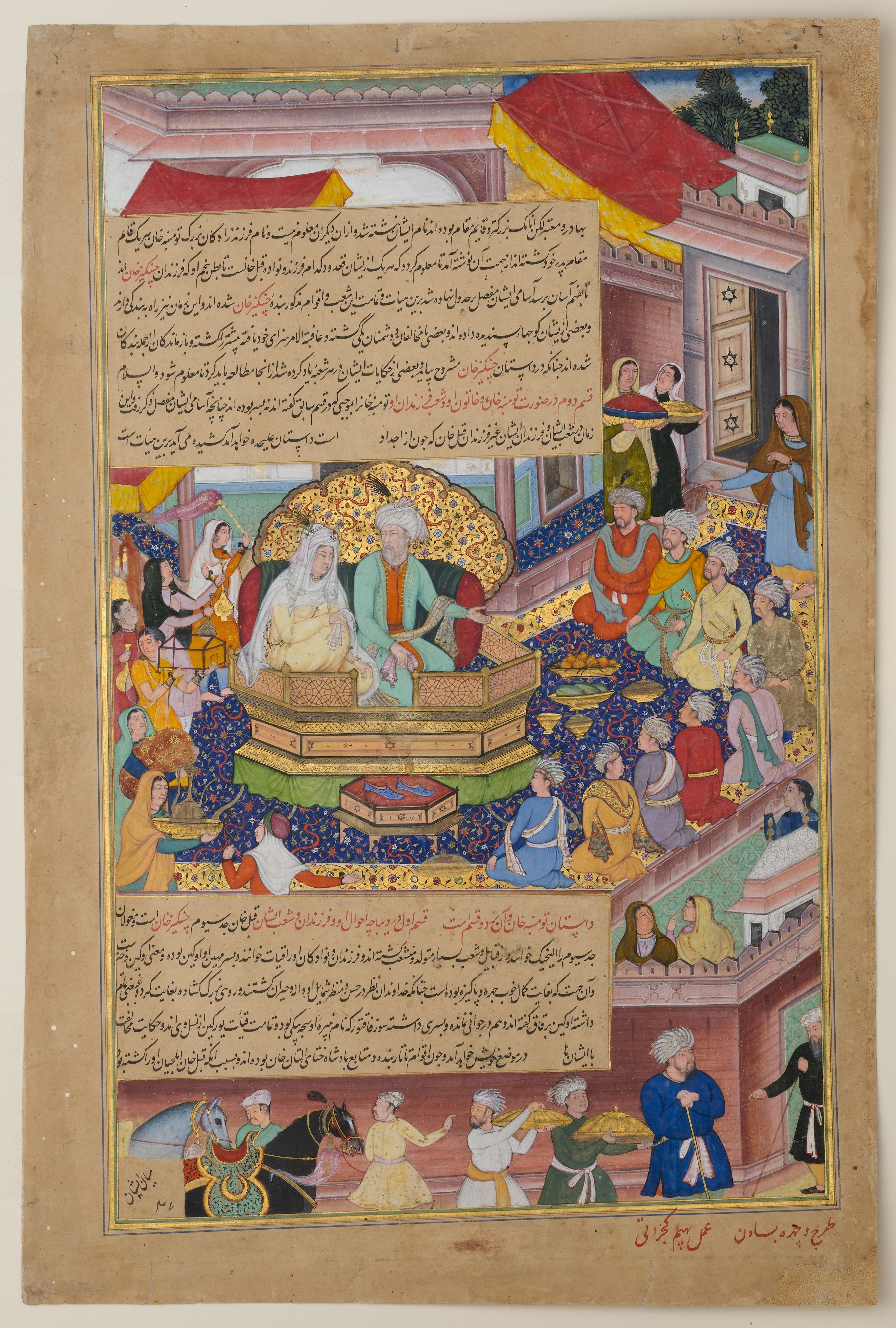
La famiglia di Gengis Khan

- Djuci, il fatto che il padre potesse essere Cilger Boke non fu di secondaria importanza poiché dalla discendenza di Djuci nacquero sovrani e condottieri ma la loro legittimità come veri discendenti investiti del potere del grande Gengis fu sempre messa in discussione.
- Djagatai
- Ögödei
- Tolui

e 5 figlie:
- Ujin Beki, la maggiore, è stata promessa sposa di Tusakha, figlio di Senggum, e nipote di Ong Khan, il principe della tribù Kerait; infine ha sposato Botu, della tribù Ikire, Vedovo e della sua zia paterna Temulun.
- Alaqai Beki, sposata prima da Alaqush Digit Quri, capo della tribù Ongüt, poi da suo nipote ed erede Jingue, e infine da Boyaohe;
- Tümelün, sposata con Chigu, figlio di Anchen, figlio di Dei Sechen, padre di Borte;
- Altalün, Sposata prima con Olar, capo della tribù Olqunu'ut, e poi con Taichu;
- Chachayigen, sposata con Törölchi, figlio di Quduka beki, della tribù Oirat.